# Alfred Kubin
Alfred Leopold Isidor Kubin, född 10 april 1877 i Leitmeritz (Litoměřice), Böhmen, död 20 augusti 1959 i Wernstein am Inn, var en tjeckisk-österrikisk grafiker, bokillustratör och författare. 

## Biografi
Alfred Kubin räknas till de främsta representanterna för symbolismen och expressionismen. 1912 deltog han i Der Blaue Reiters grafiska utställning i München tillsammans med bland andra Paul Klee och Vasilij Kandinskij. Kubin illustrerade böcker av bland andra Edgar Allan Poe, E.T.A. Hoffmann, Paul Scheerbart och Fjodor Dostojevskij. Hans egen roman Den andra sidan: en fantastisk roman (1909) har karakteriserats som ett tidigt europeiskt exempel på magisk realism (redan innan detta begrepp kom till). Den skrevs hösten 1908 under en skaparkris och publicerades året efter tillsammans med 52 egna illustrationer. Berättelsen filmatiserades 1973 som Traumstadt och som film har den beskrivits som dystopisk. Den har även gjorts till opera som Die andere Seite (2010).
Med början i juli 1937 beslagtog propagandaministeriet det som fanns av Alfred Kubin på olika museer i Nazityskland, för det klassades som entartete Kunst. Det var 129 grafiska blad och 40 teckningar. I vissa fall är det ännu oklart vart de tog vägen. En del noterades rentav som zerstört [förstörda] i protokoll från den tiden. Men mångas proveniens berättar att en viss Emanuel Fohn, en tysk målare, restauratör och konstsamlare som upphöll sig i Rom åren 1933–43, bytte till sig dem. Teckningen Loth und seine Töchter skänktes 1964 ur Fohns samling till Pinakothek der Moderne; detsamma gäller litografin Überschwemmung (1927). Ur samma samling kom 31 tecknade förlagor till portfolion Wilde Tiere som donerades 1974 till Tiroler Landesmuseum Ferdinandeum i Innsbruck. Portfolion August Strindberg. Nach Damaskus med bilder gjorda efter Strindbergs vandringsdrama Till Damaskus, köptes däremot billigt av konsthandlaren Hildebrand Gurlitt i Hamburg. Dess vidare proveniens är "okänd". Även konsthandlare Bernhard A. Böhmer i Güstrow tog hand om en del.
Kubin är representerad på Leopold Museum i Wien.

## Verk
- Die andere Seite. Ein phantastischer Roman (München und Leipzig: Verlag G. Müller, 1909)  
  - Den andra sidan: en fantastisk roman, illustrerad av författaren, i översättning av Frederik Sjögren (Alba, 1980)
- Wilde Tiere, portfolio med 31 litografier (München: Hyperion Verlag, 1921)
- August Strindberg. Nach Damaskus, portfolio med 18 litografier och ett titelblad (München: Verlag Georg Müller, 1922)